# Aimé Anthuenis
Aimé Anthuenis (Lokeren, 21 dicembre 1943) è un allenatore di calcio ed ex calciatore belga, di ruolo difensore.

## Palmarès

### Giocatore

#### Competizioni nazionali
- Derde klasse: 1

Lokeren: 1971-1972

### Allenatore

#### Competizioni nazionali
- Coppa del Belgio: 1

Genk: 1997-1998
- Campionato belga: 3

Genk: 1998-1999
Anderlecht: 1999-2000, 2000-2001
- Supercoppa del Belgio: 2

Anderlecht: 2000, 2001